# Tiniatoxina
La Tiniatoxina (TTX o TTN) es un compuesto extremadamente irritante análogo a la Resiniferatoxina y a la Capsaicina. Está presente únicamente en el látex de la planta Euphorbia poissonii, en la cual también se puede extraer Resiniferatoxina (RTX). Esta planta crece en el norte de Nigeria, donde los granjeros extraen su látex, con presencias de TTX y RTX, para su uso como pesticida.
Es una neurotoxina y como sus análogos, actúa activando el receptor vaniloide de los nervios sensoriales. Como el RTX, la Tiniatoxina hace que el canal iónico de la membrana citoplasmática de las neuronas sensitivas - el TRPV1 - se vuelva permeable a los cationes, particularmente al catión calcio; esto provoca una potente reacción irritante en la zona, seguida por una desensibilización y analgesia.
La Tiniatoxina es el segundo compuesto más potente en la Escala de Scoville después de la Resiniferatoxina, con aproximadamente 5.550.000.000 SHU (Unidades de Scoville), casi 350 veces más poderosa que la Capsaicina pura.